# 933

## Esdeveniments
- L'emperador romà d'Orient atorga privilegis comercials a Venècia
- Guillem I de Normandia ocupa l'illa de Jersey
- Enric I d'Alemanya derrota els magiars en la batalla de Riade

## Naixements
- Ricard I de Normandia, dit Sense Por

## Necrològiques
- Alfons IV, rei de Lleó i de Galícia